# Maison de Coucy
 (juillet 2024).
La maison de Coucy est le nom de quatre familles nobles du Vermandois, un des territoires historiques sur lesquels la Picardie est constituée à la fin du XVe siècle, tirant son nom de Coucy-le-Château-Auffrique. La puissance des trois premières se manifesta au Moyen Âge du Xe au XIVe siècle :

## Historique

### Première famille de Coucy
La première tire probablement son origine lointaine des comtes de Vermandois, les Herbertiens, qui eurent le premier château de Coucy au Xe siècle, et de l'union entre Thibaud le Tricheur comte de Blois et de Chartres et Liutgarde de Vermandois, fille d'Herbert II comte de Vermandois et sœur d'Hugues, archevêque de Reims (les archevêques de Reims avaient fondé le premier château de Coucy, motte castrale du début du Xe siècle).
La tradition rapporte que le roi Clovis aurait donné cette terre à l'évêque saint Remi qui l'avait baptisé, et qu'elle serait restée depuis à l'Église de Reims. Son origine directe possible est Ade (Adèle) de Roucy, dame de Coucy et de Marle au XIe siècle, descendante probable des Vermandois en ligne féminine, épouse d'Enguerrand de Boves, comte d'Amiens (après une probable première union avec le seigneur Aubri/Albéric de Coucy). La lignée s'est ensuite divisée en plusieurs branches :

#### Branche aînée
La branche aînée possède Marle, La Fère, Folembray, Saint-Gobain, Assis et Crécy-sur-Serre. 
- Thomas de Marle (1073-1130)
  - Enguerrand II de Coucy (1110-1149)
    - Raoul Ier de Coucy († 1191)
      - Enguerrand III de Coucy, bâtisseur du château de Coucy (1182-1242)
        - Marie de Coucy (1218-1285), épousa en premières noces, le roi Alexandre II d'Écosse dit Le Pacifique, puis en secondes noces, Jean d'Acre († 1296)
        - Raoul II de Coucy († 1250)
        - Enguerrand IV de Coucy (1228-1310).

#### Branche de Coucy-Vervins
Elle apparut dans la première moitié du XIIIe siècle avec Thomas, frère d'Enguerrand III et seigneur de Vervins, Fontaine, Landouzy (-la-Cour et -la-Ville), Voulpaix.
Les Coucy-Vervins aînés se sont éteints vers 1630, poursuivis quelque temps en ligne féminine par les Coucy-Mailly et par les comtes de Comminges. Ils avaient un rameau cadet, les Coucy-Vervins-Polecourt (ou Poilecourt, Poilcourt) apparus dans la première moitié du XVIe siècle, rameau qui s'éteignit au début du XIXe siècle avec le décès, le 9 mars 1824, de Jean-Charles, comte de Coucy, archevêque de Reims, le dernier de tous les Coucy. Au XVIIIe siècle, les Vervins-Polecourt furent faits comtes de Coucy. Au XVIIe siècle et jusqu'en 1762, les Polecourt ont donné le surgeon des Coucy-Bercy. Un rameau plus cadet encore des Coucy-Vervins exista de la deuxième moitié du XIIIe siècle à la première moitié du XIVe siècle, les Coucy-Bosmont (Bosmont-sur-Serre) ;

#### Branche de Coucy-Pinon
La Branche de Coucy-Pinon est issue de Robert sire de Pinon, maréchal de France, frère d'Enguerrand III et de Thomas de Vervins, fils de Raoul Ier : nés dans la première moitié du XIIIe siècle, les Coucy-Pinon se sont éteints dans les mâles en 1377.

#### Branche de Coucy-Boves
Cette branche est née au XIIe siècle de Robert sire de Boves, frère cadet d'Enguerrand II, fils de Thomas de Marle, fondue au XIIIe siècle par mariage dans les Rumigny puis dans les ducs de Lorraine.

### Deuxième famille de Coucy

#### Branche aînée
La deuxième famille est issue en 1311 de :
- Enguerrand V de Coucy ou Enguerrand V de Guînes, neveu d'Enguerrand IV de Coucy, fils cadet d'Alix Ire (la sœur de Raoul II et d'Enguerrand IV) et d'Arnould III, comte de Guînes.
- Jean de Guînes, frère cadet d'Enguerrand V. Vicomte de Meaux, dont fut issu le premier rameau des Coucy-Meaux qui ne dura pas
- Guillaume Ier de Coucy, épousa Isabeau de Châtillon.
- Enguerrand de Coucy, frère cadet de Guillaume Ier de Coucy. Vicomte de Meaux, sire de La Ferté-sous-Jouarre, Condé-en-Brie, Tresmes, Autrêches, Havrincourt, Bellonne ou Bellot, dont fut issu le second rameau de Coucy-Meaux qui se fondit à la fin du XIVe siècle dans la Maison de Béthune, puis dans la famille de Bar par le mariage de Jeanne de Béthune avec Robert de Marle, fils d'Henri de Marle et de Marie Ire de Coucy.
- Enguerrand VI de Coucy
- Enguerrand VII de Coucy
- Marie Ire de Coucy (morte en 1405), fille d'Enguerrand VII. Elle  épousa Henri de Marle. Marie Ire de Coucy vendit la seigneurie de Coucy à Louis Ier d'Orléans en 1400. Les possessions de Louis d'Orléans passèrent à la Couronne quand son petit-fils devint le roi Louis XII en 1498. Les seigneuries de  Marle, La Fère, Saint-Gobain, Crécy-sur-Serre, etc. furent transmis à la mort de Marie de Coucy aux duc de Bar, et par ces derniers, par mariage, aux Luxembourg-Saint-Pol puis aux Bourbon-Vendôme, jusqu'à Henri IV et ses descendants. Ainsi, Henri de Beaumont, le frère aîné d'Henri IV, mort jeune en 1553, naquit au château de Coucy en 1551, et leur père Antoine de Bourbon au château de La Fère en 1518.

Dans leurs prolongements féminins, les rameaux aîné et cadet de la branche aînée de la deuxième famille de Coucy se sont rejoints et figurent parmi les ancêtres des rois de la Maison de Bourbon.

#### Branche cadette de Coucy-Montmirel
La Branche cadette des Coucy-Montmirel commença au XIVe siècle avec :
- Raoul de Coucy, frère cadet d'Enguerrand VI, seigneur de Montmirail, La Ferté-Gaucher, Encre, Doullens, Bailleul... Il épousa Jeanne d'Harcourt
- Raoul de Coucy, évêque de Metz puis de Noyon, fils des précédents.
- Blanche de Coucy, fille de Raoul de Coucy et de Jeanne d'Harcourt qui épousa Hugues II de Roucy, seigneur de Pierrepont. À sa mort en 1427, ses biens revinrent à sa petite-fille Jeanne de Saluces, sa fille Marguerite de Roucy étant morte avant sa mère (prédécédée).
- Jeanne de Saluces, fille de Marguerite de Roucy et de Thomas de Saluces : elle épousa Guy IV de Nesle, seigneur d'Offémont.

### Troisième famille de Coucy
La troisième famille est celle des châtelains de Coucy (détenteurs de l'office de châtelain du château de Coucy), de la mi-XIe siècle au début du XIVe siècle : certains de ses membres furent également châtelains ou vicomtes de Soissons, Thourotte, Noyon. Leurs lointains successeurs, les Potier de Gesvres et de Tresmes, furent châtelains de Coucy de 1634 à la Révolution.

### Quatrième famille de Coucy
La quatrième, qui ne se rattache sans doute pas aux trois précédentes selon Jean-Baptiste-Pierre Jullien de Courcelles, est originaire d'Artois et s'est établie en Champagne. Selon la même source on peut aussi l'orthographier "de Coussy". Au XIXe siècle le prénom Enguerrand a été donné à plusieurs de ses membres, dont le plus important fut Louis-Enguerrand de Coucy (1760-1834), chevalier de l'Ordre de Saint-Louis, officier au régiment d'Artois, sous-préfet de Vitry-le-François en 1814 et préfet du Jura de 1816 à 1820.

## Personnalités
- Enguerrand Ier
- Thomas de Marle
- Enguerrand II
- Raoul de Coucy
- Enguerrand III de Coucy
- Enguerrand IV de Coucy
- Enguerrand VII de Coucy